# 고구려의 관직
고구려의 관직은 고구려에서의 관료 또는 관직이다. 관직은 총 14개의 관등에 따라 존재했다.

## 관등
삼국사기 잡지는 수서, 신당서, 책부원귀 세 권으로부터 인용했다.
| 삼국지 위서 동이전, 통전 | 주서, 수서, 책부원귀 | 통전                       | 신당서                     |
| ------------------------ | -------------------- | -------------------------- | -------------------------- |
| 상가(相加)               | 대대로(大對盧)       | 토졸(吐捽), 대대로(大對盧) | 대대로(大對盧), 토졸(吐捽) |
| 대로(對盧)               | 태대형(太大兄)       | 태대형(太大兄)             | 울절(鬱折)                 |
| 패자(沛者)               | 대형(大兄)           | 울절(鬱折)                 | 태대사자(太大使者)         |
| 고추가(古鄒加)           | 소형(小兄)           | 태대부인사자(太大夫人使者) | 조의두대형(皁衣頭大兄)     |
| 주부(主簿)               | 의후사(意候奢)       | 조의두대형(皁衣頭大兄)     | 대사자(大使者)             |
| 우태(優台)               | 오졸(烏拙)           | 대사자(大使者)             | 대형(大兄)                 |
| 승사자(丞使者)           | 태대사자(太大使者)   | 대형(大兄)                 | 상위사자(上位使者)         |
| 조의(皁衣)               | 대사자(大使者)       | 발위사자(拔位使者)         | 제형(諸兄)                 |
| 선인(先人)               | 소사자(小使者)       | 상위사자(上位使者)         | 소사자(小使者)             |
|                          | 욕사(褥奢)           | 소형(小兄)                 | 과절(過節)                 |
|                          | 예속(翳屬)           | 제형(諸兄)                 | 선인(先人)                 |
|                          | 선인(仙人)           | 과절(過節)                 |                            |
|                          | 욕살(褥薩)           | 부과절(不過節)             |                            |

## 관계 체계
율령이 반포된 후부터 정비된 고구려의 관등은 수상 격인 대대로 이하 태대형·울절(혹은 주부(主簿))·태대사자·조의두대형·대사자·대형·수위사자(收位使者)·소사자(小使者)·소형·제형·선인 등 12등급으로 분화·발달되었다. 그 후 시대를 내려옴에 따라 그 내용이 변화하고 있는 점이 주목된다.
그러나 아직 관계(官階)와 관직(官職)이 분화되지 않은 상태였으며, 그 관계 체제는 대소 족장 세력의 전제 왕권에의 종속과 수취 체제(收取體制)의 정비 과정 속에서 점차 정비되었다. 그 체계는 ‘형’과 ‘사자’의 두 계열로 나뉜다. ‘형’은 친족의 호칭 또는 연장자 족장의 의미를 포함하고 있으며 이것이 고대 국가로 전환하는 과정에서 각기 상응하는 여러 ‘형’으로 개편되어 관직을 이룬 것이다. 그리고 원대 공부(貢賦) 징수의 직역(職役)을 의미하는 ‘사자’는 씨족원으로부터 등용되어 상위사자·대사자·대부사자 등 여러 관명을 이루었다. 이러한 과거의 복수적인 관료 체계가 복합되어 단일한 고구려의 관료 체계로 성립되었다. 그것은 또 사자·조의두대형·선인 등 원래의 부족장의 가신체제(家臣體制)가 분화되면서 패가·대로·주부·우태(優台) 등 중앙 관료 체제 속에 흡수되어 일원적인 집권 체제로 정비된 것이기도 하다.

## 같이 보기
- 백제의 관직
- 신라의 관직